# Pontestura
Pontestura es una localidad y comune italiana de la provincia de Alessandria, región de Piamonte, con 1.519 habitantes.

## Evolución demográfica
| Gráfica de evolución demográfica de Pontestura entre 1861 y 2010 |
|                                                                  |
| Fuente ISTAT - elaboración gráfica de Wikipedia                  |